# Hermann von Münster (Glasmaler)

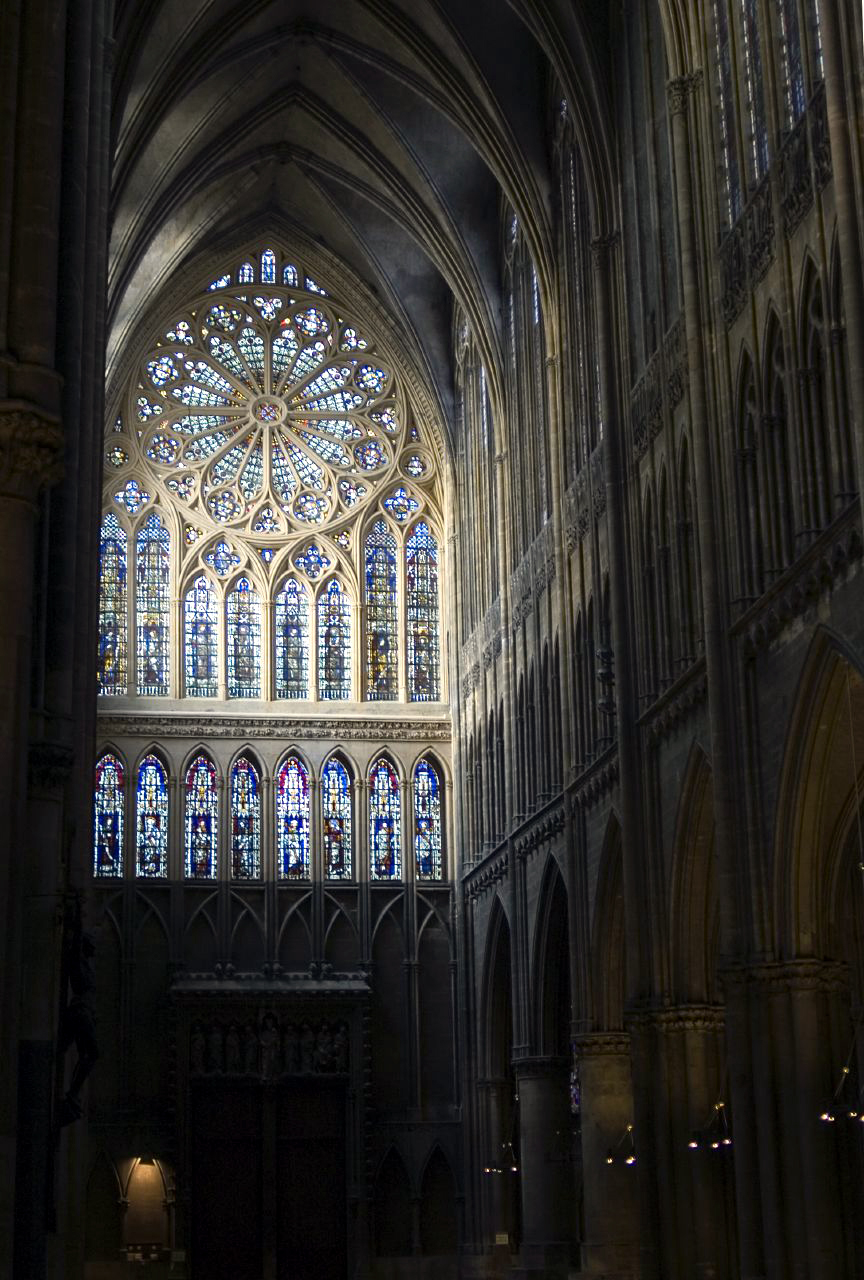
Die Kathedrale Saint-Étienne in Metz, Fensterrose an der Westfront

Hermann von Münster (* um 1330; † März 1392 in Metz) war ein gotischer Glasmaler. Er stammte wahrscheinlich aus Münster in Westfalen. Mit ihm erreichte die französische Glasmalerei der Gotik ihren künstlerischen und technischen Höhepunkt.
Hermann ist der erste Glasmaler, der in den Archiven des Domkapitels des Stephansdoms in Metz namentlich erwähnt wird. Am 29. August 1381 erhielt er eine Zahlung von £ 22 für die Ausführung eines Fensters. Das Fenster war eine Stiftung von Kardinal William Aigrefeuille, eines Legaten des Gegenpapstes Clemens VII. 1384 gab es Verhandlungen zwischen einer Kommission des Domkapitels und Hermann über Zahlungen für die Ausführung der großen Rose im Metzer Dom. Die Ikonographie der Rose, die einen Durchmesser von 11 Metern hat, folgt einem theologischen Bildprogramm, das Propheten des Alten Testaments und die Apostel des Neuen Testaments in einen typologischen Zusammenhang stellt.
1388 kaufte Hermann von Metz ein Haus an der „Place de Chambre“. Dort verstarb er im März 1392.
Die Kanoniker von Metz gewährten ihm das Recht, in der Kathedrale bestattet zu werden. Ein Epitaph in der ersten Kapelle des nördlichen Seitenschiffes trägt die Inschrift:
CI DEVANT GIST

MAISTRE HARMAN LI VALRIER

DE MUNSTERE AN WAILTEFALLE,

ET FIST LE GRANT OZ DE CEANS,

QUI MORUT LE JOR DE LA NOSTRE DAME

EN MARS M.CCC.IIIIXX et XII.